# Cyanoform
Cyanoform (auch Tricyanomethan) ist eine organische Verbindung aus der Gruppe der Nitrile. Die Verbindung weist eine sehr hohe Säurestärke auf und konnte wegen ihrer hohen Reaktivität erst 2015 erfolgreich synthetisiert werden.

## Geschichte
Über eine vermeintliche Herstellung von Cyanoform wurde mehrfach berichtet, erstmals 1896, wobei Natriumtricyanomethanid mit konzentrierter Schwefelsäure umgesetzt wurde. Eine weitere mutmaßliche Synthesemethode aus dem Jahr 1954 war die Reaktion von Brommalonitril mit Kaliumcyanid in Diethylether. Später stellte sich jedoch heraus, dass durch diese Methoden ein Salz, das Oxoniumtricyanomethanid, entsteht. Freies Cyanoform wurde jedoch in der Gasphase bei sehr niedrigem Druck nachgewiesen. Erst 2015 wurde Cyanoform erfolgreich in kondensierter Phase synthetisiert.

## Herstellung
Cyanoform kann durch Reaktion von Calciumtricyanomethanid in wasserfreiem flüssigem Fluorwasserstoff bei −50 °C hergestellt werden.

## Eigenschaften
Cyanoform ist eine farblose Flüssigkeit, die extrem feuchtigkeitsempfindlich und nur unter −40 °C stabil ist. Mit einem pKS-Wert von etwa −5 ist es eine sehr starke Säure. Diverse theoretische Studien kamen zu dem Schluss, dass zumindest in der Gasphase die Form mit drei Cyanogruppen stabiler ist als das tautomere Ketenimin. Nachdem die Verbindung in kondensierter Phase hergestellt wurde, konnte anhand des IR- und Raman-Spektrums gezeigt werden, dass dies auch für die flüssige Verbindung zutrifft.